# Roystonea
Roystonea é um género botânico pertencente à família Arecaceae. Também conhecida como Palmeira Real.
Principais espécies
- Roystonea altissima (Mill.) H.E.Moore
- Roystonea borinquena O.F.Cook (syn. R. hispaniolana) - palmeira-real espanhola ou porto-riquenha
- Roystonea dunlapiana P.H.Allen
- Roystonea lenis León
- Roystonea maisiana (L.H.Bailey) Zona
- Roystonea oleracea (Jacq.) O.F.Cook (syn. R. venezuelana) - palmeira-imperial, antiga árvore símbolo do Brasil durante o Império
- Roystonea princeps (Becc.) Burret - palmeira-real jamaicana
- Roystonea regia (Kunth) O.F.Cook (syn. R. elata, R. floridana) - palmeira-real cubana ou da Flórida
- Roystonea stellata León
- Roystonea violacea León